# Herman Wolbers

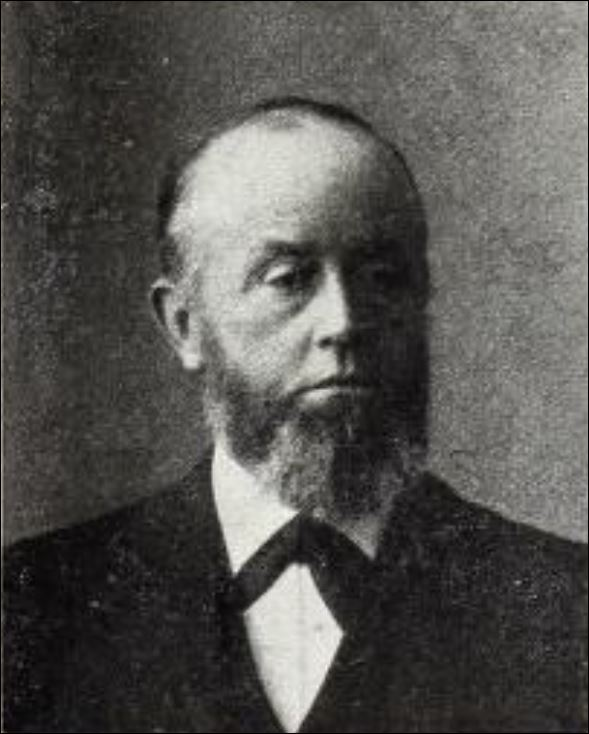
H. G. Wolbers

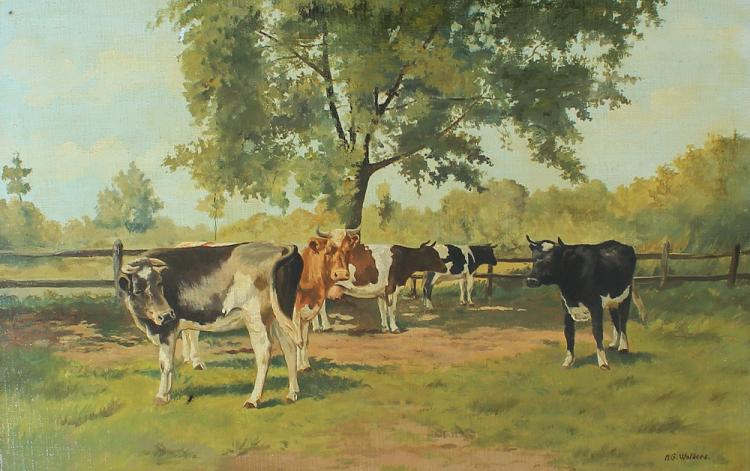
Grasende Kühe

Herman Wolbers (Hermanus Gerhardus Wolbers, * 27. Mai 1856 in Heemstede; † 29. Dezember 1926 in Den Haag) war ein niederländischer Landschafts- und Tiermaler sowie Aquarellist, Zeichner und Radierer.
In der Tradition seines Großvaters und Urgroßvaters widmete sich Herman Wolbers der Malerei. Er wurde Schüler von Willem Vester (1824–1895) und Anthonie Jacobus van Wijngaerdt (1808–1887). Möglicherweise wurde er auch vom Salomon Leonardus Verveer (1813–1876) beraten. Herman Wolbers arbeitete bis 1888 in Heemstede, dann in Haarlem und in Den Haag. Er malte hauptsächlich Wiesenlandschaften, Dünenlandschaften zwischen den Städten Heemstede und Haarlem. Er malte auch Farmstillleben und Tierszenen. Seine Werke zeigen einen Einfluss vom Impressionismus und der Haager Schule. Er unterschrieb seine Bilder mit „H. G. Wolbers“. In den Jahren 1878, 1879 und 1880 wurde er dreimal mit dem königlichen Preis für freie Malerei ausgezeichnet. Herman Wolbers war Mitglied von „Arti et Amicitiae“ in Amsterdam und „Pulchri Studio“ in Den Haag.
Zu Lebzeiten fanden Ausstellungen seiner Arbeiten in Rotterdam (von 1878 bis 1905), Amsterdam, Arnhem und Den Haag statt. Seine Arbeiten befinden sich u. a. im Rijksmuseum in Amsterdam und im Boymans-van-Beuningen-Museum in Rotterdam.